# Gonomyia (Leiponeura) longispina
Gonomyia (Leiponeura) longispina is een tweevleugelige uit de familie steltmuggen (Limoniidae). De soort komt voor in het Australaziatisch gebied.